# Мартиново (Козловський район)
Марти́ново (рос. Мартыново, чув. Йĕршер) — присілок у складі Козловського району Чувашії, Росія. Входить до складу Аттіковського сільського поселення.
Населення — 93 особи (2010; 97 у 2002).
Національний склад:
- чуваші — 95 %